# تری ریورز (میشیگان)
تری ریورز، میشیگان (به انگلیسی: Three Rivers, Michigan) یک شهر در ایالات متحده آمریکا با جمعیت ۷٬۸۱۱ نفر است که در شهرستان سنت ژوزف واقع شده‌است.

## موقعیت جغرافیایی
موقعیت جغرافیایی شهرها و مناطق اطراف به شرح زیر است: